# Hampala
Hampala è un genere di pesci d'acqua dolce appartenenti alla famiglia Cyprinidae, sottofamiglia Cyprininae.

## Distribuzione e habitat
Tutte le specie del genere sono diffuse nel Sudest asiatico: bacino dei fiumi Mekong e Chao Praya, acque dolci di Thailandia, Sumatra, Borneo, Filippine e Indonesia.

## Descrizione
Gli Hampala sono pesci allungati ma robusti, dalla forma tipicamente ciprinide, scaglie grosse, pinne robuste. 

Le dimensioni variano dagli 8 cm di Hampala lopezi ai 70 cm di Hampala macrolepidota.

## Acquariofilia
Alcune specie sono commercializzate perché di interesse acquariofilo.

## Specie
Il genere Hampala comprende 7 specie:
- Hampala ampalong
- Hampala bimaculata
- Hampala dispar
- Hampala lopezi
- Hampala macrolepidota
- Hampala sabana
- Hampala salweenensis